# هاري فولر
هاري فولر (بالإنجليزية: Harry Fowler)‏ (و. 1926 – 2012 م) هو ممثل أفلام، وممثل تلفزي من المملكة المتحدة، والمملكة المتحدة لبريطانيا العظمى وأيرلندا، توفي في لندن، عن عمر يناهز 86 عاماً.

## الخدمة العسكرية
خدم في سلاح الجو الملكي.

## جوائز
حصل على جوائز منها:

عضو رتبة الإمبراطورية البريطانية

## وصلات خارجية
- هاري فولر على موقع IMDb (الإنجليزية)
- هاري فولر على موقع ألو سيني (الفرنسية)
- هاري فولر على موقع أول موفي (الإنجليزية)
- هاري فولر على موقع أول موفي (الإنجليزية)
- هاري فولر على موقع قاعدة بيانات الأفلام السويدية (السويدية)
- هاري فولر على موقع إن إن دي بي (الإنجليزية)
- هاري فولر على موقع قاعدة بيانات الفيلم (الإنجليزية)
- هاري فولر على موقع كينوبويسك (الروسية)